# مجزرة زاهدان 2022
مجزرة زاهدان أو مذبحة زاهدان، وتُعرف أيضًا في بعضِ المصادر باسمِ الجمعة الدامية هي سلسلةٌ من الاشتباكات تلاها عددٌ من عمليّات القتل خارج نطاق القانون. بدأت الاشتباكات بمحاولة اقتحام ثلاثة أقسام للشرطة من قِبل متظاهرين في مدينة زاهدان جنوب شرق إيران في الثلاثين من أيلول/سبتمبر 2022. فتحت قوات الأمن النار على المتظاهرين، وقمعت بعنفٍ الاحتجاجات في زاهدان، ثم فتحت النار لاحقًا على المصلين الذين كانوا يؤدّون صلاة الجمعة في جامع مكي، وهو ما أدى إلى اشتباكاتٍ في الشوارع أسفرت عن مقتلِ ما لا يقلُّ عن 96 متظاهرًا وإصابة 300 آخرين.
بدأت الاحتجاجات الشعبيّة التي تحوَّلت لاشتباكاتٍ ردًا على الاغتصاب المزعوم لفتاة بلوشيّة تبلغُ من العمر 15 عامًا على يدِ العقيد إبراهيم كوشاكزاي، الذي يشغلُ منصب قائد قوة الشرطة في منطقة تشابهار، وتصاعدت هذه الاحتجاجات عقبَ مقتل الشابّة مسها أميني في 16 أيلول/سبتمبر 2022 بعد اعتقالها على يدِ شرطة الأخلاق. أُغلقَت المدارس في زاهدان ونصرت آباد مؤقتًا عقبَ المجزرة وذلك بسبب المخاوف على أمن وسلامة أطفال المدارس.

## خلفيّة
بدأت هذه الاحتجاجات تزامنًا مع مقتل أميني، لكنّ السبب الرئيسي والمُحرّك للغضب الشعبي كان حادثة الاغتصاب المزعومة والتي تورَّط فيها إبراهيم كوشاكزاي في مدينة جابهار (أو تشابهار) حينَ قابل فتاة تبلغ من العمر 15 عامًا كانت تودُّ التبليغ عن وقوع حادثة قتلٍ في منزل مجاور، فطلبَ العقيد من الفتاة «فحص جسدها» ثمّ شرعَ في التحرّش بها واغتصبها، أبلغت والدتها فيما بعد بذلك، وهو ما تسبَّب في غضبٍ شعبيّ كبير.

## المجزرة
خلصَ تقريرٌ لمنظمة العفو الدولية في السادس من تشرين الأول/أكتوبر 2022 إلى أنّ القوات الحكومية «أطلقت بشكل غير قانوني الذخيرة الحية والرصاص المعدني والغاز المسيل للدموع» يوم الثلاثين من أيلول/سبتمبر في المنطقة المجاورة للمصلى الكبير في مدينةِ زاهدان، وهو موقعٌ كبيرٌ للصلاة يقعُ على الجانب الآخر من الطريق من مركز الشرطة. أكَّدت المنظمة الدوليّة غير الربحيّة أنّ المئات من الناس، بمن فيهم الأطفال وكبار السن كانوا في المنطقة يؤدون صلاة الجمعة، كما لفتت العفو الدوليّة إلى «قيام أقلية من المتظاهرين بإلقاء الحجارة على مركز الشرطة»، لكنّ المنظمة لم تجد أي دليل يُبرّر استخدام القوة المميتة. ذكرت العفو الدولية أنّ «العديد من الضحايا الذين قُتلوا لم يُشكّلوا أي تهديد وشيك على قوات الأمن»، وذكر التقرير أنه تم تسجيل 66 حالة وفاة، بالإضافة إلى عددٍ غير معروف من الجرحى والمصابين.
تمكَّنت حملة النشطاء البلوش من إحصاء عدد القتلى خلال الاحتجاجات والذي بلغَ بحسبها 42 قتيلًا بينما بلغَ عددُ المصابين 197 أغلبهم أُصيبوا بطلقات ناريّة، بينما رجّحت عددٌ من المصادر المحليّة مقتل ما لا يقلُّ عن 96 قتيلاً (بينهم 13 طفلاً)، وأكثر من 300 جريح، وأنّ معظم المصابين في حالة حرجة وأن الرقم الحقيقي ربما يكون أعلى من ذلك بكثير.

## ردود الفعل
وصفَ رجل الدين الإيراني عبد الحميد إسماعيل زهي الواقعة بأنها «كارثة» وطالب بمحاكمة ومعاقبة المسؤولين عن قتل الناس، مضيفًا أن المصلين أُصيبوا برصاص قنَّاصة في الرأس والقلب. ردَّ عبد الحميد لاحقًا على مزاعم الحكومة الإيرانية بأن عمليات القتل نفذتها منظمات إرهابية انفصالية مثل جيش العدل، قائلًا إنّ «لا جيش العدل ولا أي تنظيم آخر تورَّط في هذا الأمر». نشرَ رضا بهلوي الثاني الابن الأكبر لشاه إيران الأسبق تغريدةً على حسابه الرسمي في موقع تويتر أكّد فيها أنّ «القتل سيُعجّل فقط بزوال النظام». على مستوى مواقع التواصل الاجتماعي فقد تصدَّر وسم «#Speak4Zahedan» (بالعربيّة: تحدث عن زاهدان) موقع تويتر في عددٍ من المناطق وشاركَ فيه المئات من النشطاء البلوش الذين نشروا صورًا وفيديوهات تُوثّق لحظات العنف التي مارستها قواتُ الأمن على المحتجّين والمصلين.

## أنظر أيضًا
- مجزرة ماهشهر